# 将夜 (漫画)
《将夜》是猫腻原作，KENG或丁冰画的漫画，分别在《漫画世界》、《漫画秀》连载。
故事以唐朝长安为背景。作者猫腻曾创下单周更新近20万字的业界记录，小说本身则曾获起点中文网2012年年度作品及2012年年度最佳女主角两项大奖。KENG漫画版第一卷在刚上市就以“最佳还原小说剧情的漫画”而备受好评。